# دوناتو بوتون
دوناتو بوتون (انگلیسی: Donato Bottone؛ زادهٔ ۲۱ ژوئن ۱۹۸۸) بازیکن فوتبال اهل ایتالیا است.
از باشگاه‌هایی که در آن بازی کرده‌است می‌توان به باشگاه فوتبال یوونتوس، باشگاه فوتبال کلرمون فوت، و باشگاه فوتبال ارورا پرو پاتریا ۱۹۱۹ اشاره کرد.